# Karlshagen
Karlshagen er en by og kommune i det nordøstlige Tyskland, beliggende i Amt Usedom-Nord i den nordlige del af Landkreis Vorpommern-Greifswald. Landkreis Vorpommern-Greifswald ligger i delstaten Mecklenburg-Vorpommern.

## Geografi
Karlshagen er beliggende mellem Trassenheide og Peenemünde. Den er badeby ved Østersøen og ligger med turistvenlige sandstrande mod nordøst. Mod sydvest grænser den lille kommune til Peenestrom, hvor der ligger en stor lystbådehavn.

## Eksterne kilder og henvisninger
- Wikimedia Commons har flere filer relateret til Karlshagen
- Kommunens websted
- Kommunens side  på amtets websted
- Befolkningsstatistik mm Arkiveret 1. august 2017 hos  Wayback Machine